# Ellen Jansen
Pour les articles homonymes, voir Jansen.
Ellen Jansen est une joueuse de football néerlandaise, née à Markelo (Pays-Bas), le 6 octobre 1992. 

## Palmarès
- Championne des Pays-Bas (2) : 2011 - 2013
- BeNe Ligue (1) : 2013
- Doublé BeNe Ligue-Championnat des Pays-Bas (1) : 2013